# Ихаб Хасан
Ихаб Хасан (на английски: Ihab Habib Hassan; р. 1925 г., Кайро, Египет) е американски литературен теоретик.

## Биография
Ихаб Хасан е роден в Египет и емигрира в САЩ през 1946 г. Днес е почетен професор изследовател в Университета на Уисконсин в Милуоки, където преподава от 1982 г.
Проф. Хасан е почетен доктор на университетите в Упсала (1996) и Гисен (1999). Има две Гугенхаймови стипендии (1958, 1962) и три пъти печели Фулбрайтова стипендия за старши изследовател (1966, 1974, 1975).
Член е на ръководството на Филологическото училище към Университета на Индиана (1964), гостуващ сътрудник на Международния център „Удроу Уилсън“ (1972), два пъти е в организационния комитет на Летните семинари по американистика в Залцбург (1965, 1975), старши сътрудник на фондация „Камарго“ в Касис (1974–1975), резидиращ учен към Рокфелеровия изследователски център в Беладжо (1978), два пъти старши сътрудник в Изследователския център за хуманитаристика в Канбера (1990, 2003), резидиращ сътрудник Изследователския център за хуманитаристика към Калифорнийския университет в Ървайн (1990), член на организационния комитет на Летните семинари по културология в Щутгарт (1991) и три пъти на организационния комитет на Скандинавското лятно училище по литературна теория и литературознание в Карлскрона (2000, 20001, 2004).
Проф. Хасан изнася над 500 публични лекции в Северна Америка, Европа, Азия, Африка, Австралия и Нова Зеландия.

## Таблица за разликите между модернизма и постмодернизма
| Модернизъм                                    | Постмодернизъм                        |
| --------------------------------------------- | ------------------------------------- |
| Романтизъм/Символизъм                         | Патафизика/Дадаизъм                   |
| Форма (конюнкция, завършеност)                | Антиформа (дизюнкция, отвореност)     |
| Намерение                                     | Игра                                  |
| Замисъл                                       | Случайност                            |
| Йерархия                                      | Анархия                               |
| Майсторство/Логос                             | Изтощение/Мълчание                    |
| Произведение на изкуството / Завършена творба | Процес/Пърформанс/Хепънинг            |
| Дистанция                                     | Съучастие                             |
| Сътворяване/Тотализация                       | Разрушаване/Деконструкция             |
| Синтез                                        | Антитеза                              |
| Присъствие                                    | Отсъствие                             |
| Центриране                                    | Разсейване                            |
| Жанр/Граница                                  | Текст/Интертекст                      |
| Семантика                                     | Реторика                              |
| Парадигматика                                 | Синтагматика                          |
| Хипотаксис                                    | Паратаксис                            |
| Метафора                                      | Метонимия                             |
| Селекция                                      | Комбинация                            |
| Корен/Дълбочина                               | Ризома/Повърхност                     |
| Интерпретация/Четене                          | Срещу интерпретацията/Погрешен прочит |
| Означаемо                                     | Означаващо                            |
| Lisible (Четим)                               | Scriptable (Изписваем)                |
| Наратив / Grande Histoire                     | Анти-наратив / Petit Histoire         |
| Майсторско кодиране                           | Идиолект                              |
| Симптом                                       | Желание                               |
| Вид                                           | Мутант                                |
| Генитален/Фалически                           | Полиморфен/Андрогинен                 |
| Параноя                                       | Шизофрения                            |
| Произход / Причина                            | Различие / Следа                      |
| Бог Отец                                      | Светият Дух                           |
| Метафизика                                    | Ирония                                |
| Определеност                                  | Неопределеност                        |
| Трансцендентност                              | Иманентност                           |

Таблицата е извлечена от книгата The Dismemberment of Orpheus. Завършва с твърдението („The Dismemberment of Orpheus“, p.269): „Дихотомиите от тази таблица си остават несигурни, двусмислени“.